# بارك من يونغ
بارك مِن يونغ (بالكورية: 박민영، وبالهانجا: 朴敏英، ولدت في 4 مارس 1986) هي ممثلة من كوريا الجنوبية اشتهرت بدور البطولة في العديد من المسلسلات التلفزيونية مثل ركلة العائلة، فضيحة سونغكيونكوان، وصياد المدينة، والمعالج.

## قائمة الأعمال

### المسلسلات
| السنة     | العنوان                                       | الدور                    | قناة العرض                               |
| --------- | --------------------------------------------- | ------------------------ | ---------------------------------------- |
| 2006      | الركلة العالية                                | كانغ يو مي               | إم بي سي كوريا                           |
| 2007      | أنا سام                                       | يو أون بيول              | كي بي إس 2                               |
| 2008      | موطن الأساطير غميهو (ثعلب الأذيال التسعة)     | إي ميونغ أك (غميهو)      | كي بي إس 2                               |
| 2009      | جا ميونغ غو                                   | الأميرة را هي            | إس بي إس                                 |
| 2010      | العداء غو                                     | من هاينغ جو              | إم بي سي كوريا                           |
| 2010      | فضيحة سونغكيونكوان                            | كم ين هي / كم ين شك      | كي بي إس 2                               |
| 2011      | صياد المدينة                                  | كيم نا نا                | إس بي إس                                 |
| 2011      | رجل الشرف                                     | ين جاي إن                | كي بي إس 2                               |
| 2012      | الطبيب جن                                     | يو مي نا / هونغ يونغ راي | إم بي سي كوريا                           |
| 2014      | ورقة جديدة                                    | إي جي ين                 | إم بي سي كوريا                           |
| 2014-2015 | المعالج                                       | تشاي يونغ شن / أو جي أن  | كي بي إس 2                               |
| 2015-2016 | تذكر - حرب الابن                              | لي إن أه                 | إس بي إس                                 |
| 2017      | ملكة لسبعة أيام                               | شين تشاي كيونغ           | كي بي إس 2                               |
| 2018      | ما خطب السكرتيرة كيم؟                         | كيم مي سو                | تي في إن                                 |
| 2019      | حياتها الخاصة                                 | سنغ دك مي                | تي في إن                                 |
| 2020      | عندما يكون الطقس جيدا.                        | هاي ون                   | جي تي بي سي                              |
| 2022      | آهالي الطقس                                   | جين ها كيونغ             | جي تي بي سي                              |
| 2022      | الإثنين الأربعاء الجمعة الثلاثاء الخميس السبت | تشوي يانغ اون            | تي في ان                                 |
| 2024      | تزوجي زوجي                                    | كانغ جي وون              | تي في ان                                 |
| 2025      | ملكة الثقة                                    | يون يي-رانغ              | تشو سون تي في / بريم فيديو / كوبانغ بلاي |

### الأفلام
| السنة | العنوان | الدور  |
| ----- | ------- | ------ |
| 2011  | القطة   | سو يون |

### العروض الحقيقية
| السنة | العنوان                        | الشبكة     | الملاحظات                        |
| ----- | ------------------------------ | ---------- | -------------------------------- |
| 2014  | حفل توزيع جوائز دراما كي بي إس | كي بي إس 2 | مع كل من سو إن غك وكم سانغ غيونغ |

### فيديوهات موسيقية
| السنة | عنوان الأغنية | الفنان       |
| ----- | ------------- | ------------ |
| 2007  | لا تقل وداعاً  | كيم يونغ جين |
| 2008  | هارو هارو     | بيغ بانغ     |
| 2009  | قصة حب        | جايفي إنجي   |

## روابط خارجية
- بارك مين يونغ على موقع IMDb (الإنجليزية)
- بارك مين يونغ على موقع ألو سيني (الفرنسية)
- بارك مين يونغ على موقع أول موفي (الإنجليزية)
- بارك مين يونغ على موقع قاعدة بيانات الفيلم (الإنجليزية)
- بارك مين يونغ على موقع ليتربوكسد (الإنجليزية)